# Trío para piano n.° 2 (Brahms)
Johannes Brahms compuso su Trío para Piano n.º 2 en do mayor, op. 87, entre 1880 y 1882. Está escrito para piano, violín y violonchelo. Escribió esta obra a la edad de 49 años.

## Historia de la composición
A principios de 1880, Brahms comenzó a trabajar en dos nuevos tríos para piano, uno en Do mayor y el otro en Mi ♭ mayor. En junio, completó dos movimientos en tiempo Allegro, uno para cada uno de ellos y se los mostró a Clara Schumann, quien prefirió el de la pieza de Mi ♭ mayor. Sin embargo, dejó de lado estos dos movimientos mientras trabajaba en dos de sus mayores obras, su Concierto para piano n.° 2 en si bemol mayor, op. 83 y su Sinfonía n.º 3 en fa mayor, op. 90.
Los retomó dos años más tarde, descartando el Allegro del Trío en Mi♭ mayor para concentrarse en la pieza en Do mayor. Completó los tres movimientos restantes en el verano de 1882 mientras estaba de vacaciones en la ciudad balneario de Bad Ischl, en la Alta Austria. La obra fue el único trío de piano que mostró a sus confidentes Clara Schumann y Theodor Billroth y que se publicó más tarde. Brahms escribió la pieza en el mismo período con el que compuso obras como la Sonata para violín n.° 1 en sol mayor, op. 78, el Quinteto de cuerda n.° 1 en fa mayor, op. 88, la Sonata para violonchelo n.º 2 en fa mayor, op. 99, la Sonata para violín n.º 2 en la mayor, op. 100, el Trío para piano n.° 3 en do menor, op. 101, la Sonata para violín n.° 3 en re menor, op. 108 y el Quinteto de cuerda n.º 2, op. 111.

## Análisis
El trío está planteado en cuatro movimientos. Una interpretación típica dura aproximadamente entre 27 y 30 minutos.

### I.Allegro moderado
El primer movimiento está en forma sonata y está escrito en Do mayor y tiempo de 3/4. Es notable por la gran cantidad de material de desarrollo presentado en la exposición. El pulso rítmico es frecuentemente manipulado pasando a 2/3. Las cuerdas suelen tocar al unísono, con una fuerte importancia melódica y de contrapunto, en contraste con la línea del piano.

### II.Andante con moto
Este movimiento, escrito en La menor y tiempo de 2/4 (posteriormente 6/8) es un tema y variaciones. El tema original es seguido por 5 variaciones, y cada sección formal tiene 27 compases de larga. Cada variación incluye un fragmento rítmico o melódico del tema original, pero por lo demás está armonizada, fraseada y ornamentada de manera diferente. Las variaciones 1, 3 y 5 se basan en la melodía del tema, mientras que las variaciones 2 y 4 se basan más en las figuras del acompañamiento del piano. El movimiento presenta síncopas frecuentes, especialmente en la coda, y el violonchelo a menudo hace eco del violín en inversión. El material del tema fue compuesto originalmente inspirándose en el estilo musical tradicional húngaro.

### III.Scherzo
El tercer movimiento es un presto en Do menor en compás de 6/8 compuesto formalmente por un scherzo y un trío: arreglado en formato ABA. La sección A es rítmicamente compleja mientras que la sección B es más lírica y melódica. Presenta frecuentes dinámicas de pianissimo y sugiere el mismo estado de ánimo que el tercer movimiento de la Sonata para violín n. ° 3 en re menor op 108. Este movimiento tiene una textura más ligera en comparación con los demás. El piano acompaña principalmente a las cuerdas, proporcionando un movimiento rítmico. No está claro si Brahms revisó la sección del trío después de escuchar las críticas de Clara Schumann.

### IV.Allegro giocoso
El movimiento final está en tiempo de 4/4 y una tonalidad de Do mayor. Contiene muchos cambios rápidos de rango, así como una textura más densa que el segundo y tercer movimiento anteriores. La forma es ambigua, pero incluye elementos de forma sonata y rondó. El movimiento se distingue por sus 4 temas contrastantes, cada uno de los cuales tiene una puntuación diferente. El tema A se trata exclusivamente, mientras que los otros tres temas se basan en sus elementos melódicos y sus figuras rítmicas. El regreso del tema A está muy ornamentado, mientras que otras repeticiones son literales. El resumen va seguido de una larga coda en la que la energía se intensifica hasta el final. El movimiento contrario presentado en este movimiento supuestamente se inspiró en los arpegios que Brahms tocaba en su rutina diaria de calentamiento al piano.

## Recepción
La obra fue estrenada el 29 de diciembre de 1882 por el propio Brahms al piano, el violinista Hugo Heerman y Adolf Müller (violonchelista del Cuarteto Joachim en ese momento), en un concierto del museo de música de cámara de Frankfurt. El programa también presentó el estreno del Quinteto de Cuerda No. 1 en Fa Mayor, Op. 88. Al público no le gustó tanto el trío con piano como el quinteto de cuerda, pero Clara Schumann lo admiró por su fluida evolución temática y estructura sintagmática. Otras primeras interpretaciones de la pieza ocurrieron en Berlín, Londres y Viena en enero del año siguiente. Fue publicado en 1883 junto con el Quinteto Op. 88. El siempre autocrítico Brahms tenía en alta estima a este trío y le escribió a su editor que "todavía no habían tenido un trío tan hermoso de mí y muy probablemente no hayan publicado uno igual en los últimos diez años".